# Sự nghiệp diễn xuất của Audrey Hepburn

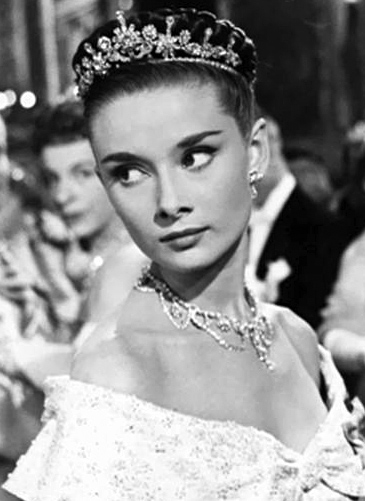
Hepburn hóa thân thành Công chúa Ann trong Roman Holiday

Audrey Hepburn (4 tháng 5 năm 1929 – 20 tháng 1 năm 1993) là nữ diễn viên người Vương quốc Liên hiệp Anh hoạt động trong lĩnh vực điện ảnh, truyền hình và sân khấu từ năm 1948 đến 1993. Không chỉ đứng đầu một số cuộc bình chọn người phụ nữ đẹp nhất mọi thời đại và xếp thứ ba trong danh sách những huyền thoại vĩ đại nhất lịch sử chiếu bóng Hoa Kỳ của Viện phim Mỹ, Hepburn còn nổi tiếng dưới vai trò một tượng đài điện ảnh và biểu tượng thời trang đương thời.
Hepburn khởi nghiệp diễn xuất với vai tiếp viên hàng không trong phim điện ảnh Hà Lan Nederlands in Zeven Lessen (1948). Bà có kinh nghiệm đóng vai phụ trong hai vở nhạc kịch High Button Shoes (1948) và Sauce Tartare (1949) trước khi đảm nhiệm vai chính trong vở kịch Broadway Gigi vào hai năm sau. Chính vai diễn điện ảnh đầu tay, nàng công chúa bỏ trốn trong tác phẩm Roman Holiday của đạo diễn William Wyler, đóng cùng bạn diễn Gregory Peck, đã đưa Hepburn lên hàng ngôi sao, đồng thời mang về cho bà giải Oscar cho Nữ diễn viên xuất sắc nhất, giải BAFTA cho Nữ diễn viên chính xuất sắc nhất và giải Quả cầu vàng cho Nữ diễn viên phim chính kịch xuất sắc nhất. Năm 1954, bà vào vai con gái của một người tài xế trong bộ phim lãng mạn hài hước Sabrina của Billy Wilder, song hành cùng hai nam diễn viên Humphrey Bogart và William Holden. Cùng năm đó, Hepburn giành giải Tony cho Nữ diễn viên kịch xuất sắc nhất nhờ vai tinh linh nước trong vở Ondine.
Sau đó, Hepburn thủ vai nhân vật Natasha Rostova trong phiên bản chuyển thể điện ảnh năm 1956 của tiểu thuyết Chiến tranh và hòa bình do Lev Nikolayevich Tolstoy sáng tác. Năm 1957, bên cạnh việc xuất hiện trong bộ phim Love in the Afternoon của Billy Wilder cùng Gary Cooper và Maurice Chevalier, nữ diễn viên cũng sánh vai với Fred Astaire trong bộ phim nhạc kịch Funny Face. Hai năm sau, bà xuất hiện trong bộ phim lãng mạn ly kỳ Green Mansions và vào vai một nữ tu trong The Nun's Story. Năm 1961, Hepburn thủ vai một cô gái thành thị tên Holly Golightly trong bộ phim hài lãng mạn Breakfast at Tiffany's và một giáo viên bị cáo buộc là người đồng tính nữ trong tác phẩm chính kịch The Children's Hour của đạo diễn William Wyler (bộ phim này còn có sự tham gia của nữ diễn viên Shirley MacLaine). Hai năm sau, Hepburn xuất hiện trên màn ảnh rộng trong bộ phim lãng mạn ly kỳ Charade cùng với bạn diễn Cary Grant. Qua năm 1964, nữ diễn viên tham gia dự án phim điện ảnh hài lãng mạn Paris When It Sizzles bên cạnh William Holden, cũng như thủ vai cô gái bán hoa Eliza Doolittle trong tác phẩm điện ảnh nhạc kịch My Fair Lady. Năm 1967, bà hóa thân thành một người phụ nữ mù bị bọn buôn ma túy đe dọa trong bộ phim ly kỳ Wait Until Dark. Vai diễn này đã mang về cho Hepburn một đề cử Oscar cho hạng mục Nữ diễn viên xuất sắc nhất. Chín năm sau, trong bộ phim Robin and Marian, bà thủ vai nàng thơ Marian còn Sean Connery vào vai chính Robin Hood.
Màn hóa thân thành một thiên thần trong Always (1989) của đạo diễn Steven Spielberg là vai diễn điện ảnh cuối cùng sự nghiệp diễn xuất của Hepburn. Lần cuối cùng Hepburn xuất hiện trên màn ảnh là vai trò chủ trì chương trình tài liệu truyền hình Gardens of the World with Audrey Hepburn (1993), giúp bà nhận giải Primetime Emmy cho Thành tựu cá nhân nổi bật. Ngoài ra, nữ diễn viên còn gặt hái được nhiều thành tựu khác trong sự nghiệp, bao gồm giải BAFTA đặc biệt, giải Quả cầu vàng Cecil B. DeMille, giải Thành tựu trọn đời của Hội Diễn viên Điện ảnh và giải Tony đặc biệt.

## Điện ảnh

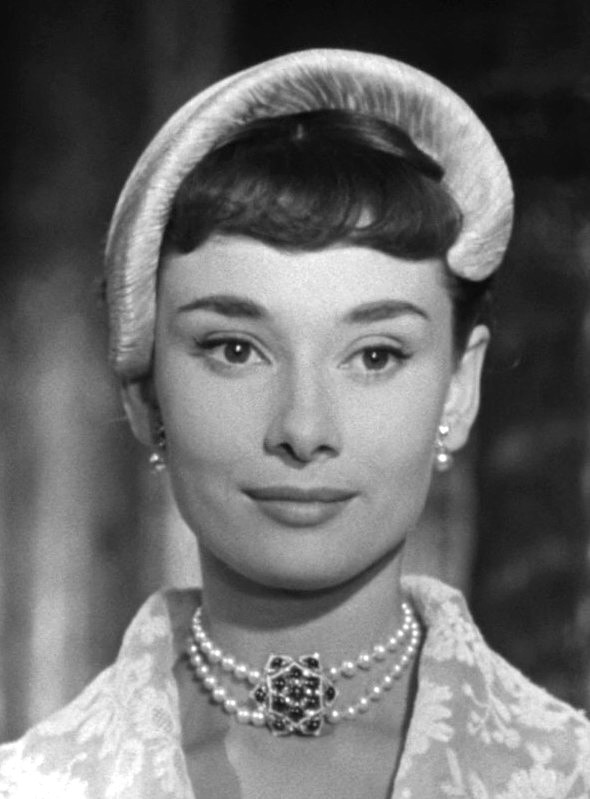
Hepburn trong Roman Holiday

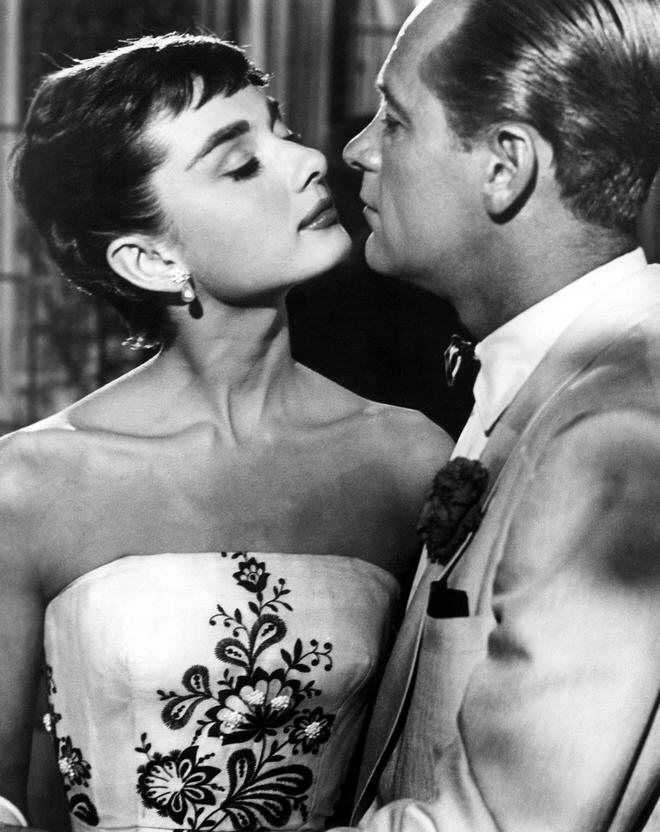
Hepburn (trái) cùng William Holden (phải) trong Sabrina

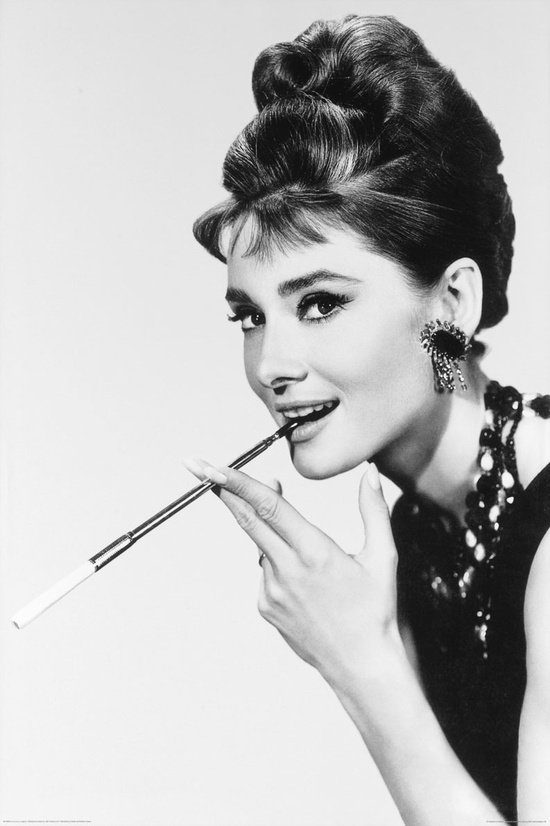
Hepburn trong phim Breakfast at Tiffany's

| Phim                       | Năm  | Vai                                                  | Ghi chú                                                                | Nguồn                |
| -------------------------- | ---- | ---------------------------------------------------- | ---------------------------------------------------------------------- | -------------------- |
| Nederlands in Zeven Lessen | 1948 | Tiếp viên hàng không                                 |                                                                        | [ 26 ]               |
| One Wild Oat               | 1951 | Tiếp tân khách sạn                                   | Không được ghi danh                                                    | [ 26 ]               |
| Young Wives' Tale          | 1951 | Eve Lester                                           |                                                                        | [ 27 ]               |
| Laughter in Paradise       | 1951 | Cô gái bán xì gà                                     |                                                                        | [ 28 ]               |
| The Lavender Hill Mob      | 1951 | Chiquita                                             |                                                                        | [ 29 ]               |
| Secret People              | 1952 | Nora Brentano                                        |                                                                        | [ 30 ]               |
| Monte Carlo Baby           | 1952 | Linda Farrell Melissa Farrell (phiên bản tiếng Pháp) | Quay song ngữ Anh, Pháp cùng lúc. tiếng Pháp: Nous irons à Monte-Carlo | [ 31 ] [ 32 ] [ 33 ] |
| Roman Holiday              | 1953 | Công chúa Ann                                        |                                                                        | [ 34 ]               |
| Sabrina                    | 1954 | Sabrina Fairchild                                    | Anh: Sabrina Fair                                                      | [ 35 ] [ 36 ]        |
| War and Peace              | 1956 | Natasha Rostova                                      |                                                                        | [ 37 ]               |
| Love in the Afternoon      | 1957 | Ariane Chavasse                                      |                                                                        | [ 38 ]               |
| Funny Face                 | 1957 | Jo Stockton                                          |                                                                        | [ 39 ]               |
| Green Mansions             | 1959 | Rima                                                 |                                                                        | [ 40 ]               |
| The Nun's Story            | 1959 | Sister Luke                                          |                                                                        | [ 17 ]               |
| The Unforgiven             | 1960 | Rachel Zachary                                       |                                                                        | [ 17 ]               |
| Breakfast at Tiffany's     | 1961 | Holly Golightly                                      |                                                                        | [ 17 ]               |
| The Children's Hour        | 1961 | Karen Wright                                         |                                                                        | [ 17 ]               |
| Charade                    | 1963 | Regina Lampert                                       |                                                                        | [ 41 ]               |
| Paris When It Sizzles      | 1964 | Gabrielle Simpson                                    |                                                                        | [ 42 ]               |
| My Fair Lady               | 1964 | Eliza Doolittle                                      |                                                                        | [ 17 ]               |
| How to Steal a Million     | 1966 | Nicole Bonnet                                        |                                                                        | [ 17 ]               |
| Two for the Road           | 1967 | Joanna Wallace                                       |                                                                        | [ 43 ]               |
| Wait Until Dark            | 1967 | Susy Hendrix                                         |                                                                        | [ 44 ]               |
| Robin and Marian           | 1976 | Maid Marian                                          |                                                                        | [ 45 ]               |
| Bloodline                  | 1979 | Elizabeth Roffe                                      |                                                                        | [ 46 ]               |
| They All Laughed           | 1981 | Angela Niotes                                        |                                                                        | [ 47 ]               |
| Always                     | 1989 | Hap                                                  |                                                                        | [ 48 ]               |

## Truyền hình

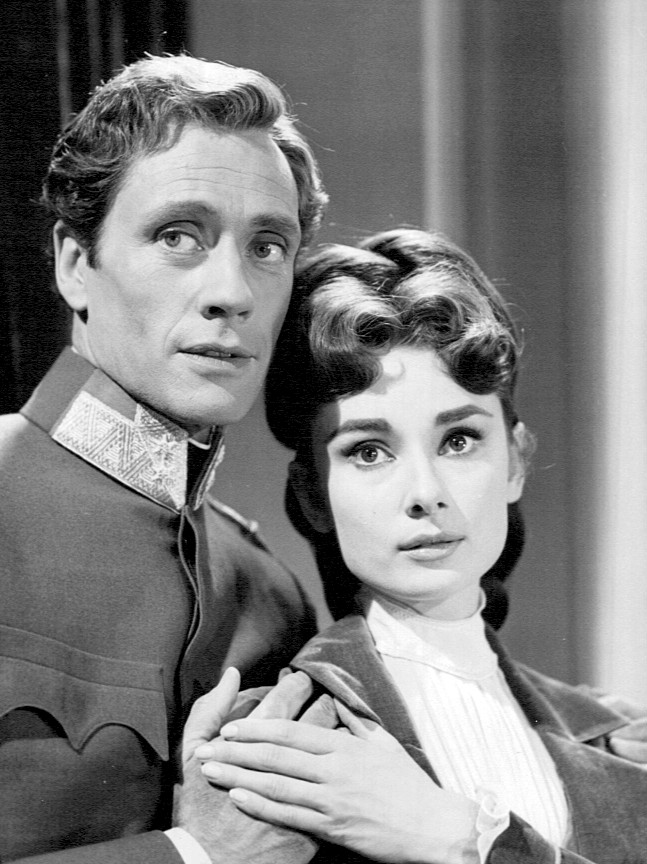
Hepburn (phải) và Mel Ferrer (trái) trong tập phim truyền hình Mayerling (1957)

| Phim                                     | Năm  | Vai               | Kênh                   | Ghi chú                                      | Nguồn                |
| ---------------------------------------- | ---- | ----------------- | ---------------------- | -------------------------------------------- | -------------------- |
| Saturday Night Revue                     | 1950 | Không rõ          | BBC Television Service | 3 tập                                        | [ 49 ] [ 50 ] [ 51 ] |
| Sunday Night Theatre                     | 1951 | Celia             | BBC Television Service | Tập: "The Silent Village"                    | [ 52 ]               |
| CBS Television Workshop                  | 1952 | Virginia Forsythe | CBS                    | Tập: "Rainy Day at Paradise Junction"        | [ 53 ] [ 54 ]        |
| Producers' Showcase                      | 1957 | Mary Vetsera      | NBC                    | Tập: "Mayerling"                             | [ 55 ]               |
| A World of Love                          | 1970 | Chính mình        | CBS                    | Chương trình đặc biệt của UNICEF             | [ 56 ]               |
| Love Among Thieves                       | 1987 | Caroline DuLac    | ABC                    | Phim truyền hình                             | [ 57 ] [ 58 ]        |
| American Masters                         | 1988 | Chính mình        | PBS                    | Tập: "Directed by William Wyler" Documentary | [ 59 ]               |
| Gregory Peck: His Own Man                | 1988 | Chính mình        | Cinemax                | Phim tài liệu                                | [ 60 ]               |
| Gardens of the World with Audrey Hepburn | 1993 | Chính mình        | PBS                    | Loạt phim tài liệu                           | [ 61 ]               |

## Sân khấu
| Kịch              | Năm     | Vai           | Rạp               | Ghi chú                                    | Nguồn         |
| ----------------- | ------- | ------------- | ----------------- | ------------------------------------------ | ------------- |
| High Button Shoes | 1948–49 | Diễn viên phụ | London Hippodrome |                                            | [ 62 ]        |
| Sauce Tartare     | 1949    | Diễn viên phụ | Nhà hát Cambridge |                                            | [ 17 ] [ 63 ] |
| Sauce Piquante    | 1950    | Diễn viên phụ | Nhà hát Cambridge |                                            | [ 17 ]        |
| Gigi              | 1951    | Gigi          | Nhà hát Fulton    | 24 tháng 11 năm 1951 – 31 tháng 5 năm 1952 | [ 64 ]        |
| Ondine            | 1954    | Ondine        | Nhà hát phố 46    | 18 tháng 2 năm 1954 – 3 tháng 7 năm 1954   | [ 65 ]        |

### Sách
- Fearn-Banks, Kathleen (ngày 4 tháng 8 năm 2009). The A to Z of African-American Television [Từ A đến Z về truyền hình Mỹ gốc Phi]. Lanham, Maryland: Scarecrow Press. ISBN 978-0-8108-6348-4. OCLC 699319372.
- Gitlin, Martin (ngày 30 tháng 12 năm 2008). Audrey Hepburn: A Biography [Audrey Hepburn: Tiểu sử]. Westport, Connecticut: ABC-CLIO. ISBN 978-0-313-35945-3. OCLC 298456360.
- Molyneaux, Gerard (ngày 1 tháng 1 năm 1995). Gregory Peck: A Bio-bibliography [Gregory Peck: Thư mục tiểu sử]. Westport, Connecticut: Greenwood Publishing Group. ISBN 978-0-313-28668-1. OCLC 246712846.
- Spoto, Donald (ngày 9 tháng 10 năm 2007). Enchantment: The Life of Audrey Hepburn [Mê hoặc: Cuộc đời của Audrey Hepburn]. Random House. ISBN 978-0-09-948704-3.
- Woodward, Ian (ngày 31 tháng 5 năm 2012). Audrey Hepburn: Fair Lady of the Screen [Audrey Hepburn: Kiều nữ màn ảnh]. Ebury Publishing. ISBN 978-1-4481-3293-5.